# Tub germinatiu

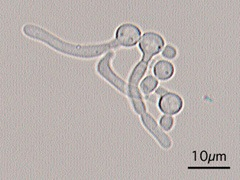
Tubs germinatius de Candida albicans

Un tub germinatiu (en anglès:germ tube) és una zona d'excrecència produïda per les espores dels fongs que alliberen espores durant la germinació. També rep el nom de tub germinatiu el produït pel creixement del pol·len de les plantes superiors.
El tub germinatiu es diferencia, creix i es desenvolupa per mitosi per crear hifes somàtiques.
La prova del tub germinatiu és una prova de diagnosi en la qual una mostra d'espores de fongs es posen en suspensió en el sèrum de la sang i s'examinen en el microscopi per a detectar els tubs germinatius. Aquesta prova està particularment indicada per a colònies de color crema en cultius de fongs en laboratori, en les quals una prova positiva de tub germinatiu és indicativa de la presència del fong Candida albicans.